# Torstein Træen
Torstein Træen, né le 16 juillet 1995 à Hønefoss, est un coureur cycliste norvégien.

## Biographie
En 2022, Torstein Træen est neuvième du Tour de Catalogne. À l'issue du Tour des Alpes, il est absent des compétitions pendant plusieurs mois pour soigner un cancer à un testicule. Sa pathologie a pu être détectée à la suite d'un contrôle antidopage qui a mis en évidence la présence d'hCG qui est un élément servant à indiquer un cancer potentiel.
En 2023, il termine dixième du Tour des Alpes et huitième du Critérium du Dauphiné. Sélectionné pour le Tour de France, son premier en carrière, il chute durant la première étape. Atteint d'une fracture à un coude à cette occasion, il décide de continuer la course.
Il s'engage avec l'équipe Bahrain Victorious pour 2024 et 2025. Unique rescapé d'une échappée de six coureurs, il gagne le 12 juin 2024 la 6e étape du Tour de Suisse au col du Saint-Gothard, sa première victoire sur une course de l'UCI World Tour.

## Palmarès et résultats

### Palmarès par année
- 2017
  - 2e du championnat de Norvège sur route espoirs
- 2018
  - Tour te Fjells
  - 2e du Tour international de Rhodes
- 2019
  -  Champion de Norvège du contre-la-montre par équipes
  - Tour te Fjells :
    - Classement général
    - 1re (contre-la-montre) et 4e étapes
- 2020
  - Tour te Fjells :
    - Classement général
    - 3e étape

  - 3e étape du Tour of Malopolska
  - 2e du Lillehammer GP
  - 2e du Tour of Malopolska
- 2022
  - 3e du Lillehammer GP
  - 3e du Tour de Langkawi
  - 9e du Tour de Catalogne
- 2023
  - 8e du Critérium du Dauphiné
- 2024
  - 4e étape du Tour de Suisse

### Résultats sur les grands tours

#### Tour de France
1 participation
- 2023 : 95e

#### Tour d'Italie
1 participation
- 2024 : abandon (4e étape)

#### Tour d'Espagne
1 participation 
- 2024 : 60e

### Classements mondiaux
| Année                                 | 2016  | 2017  | 2018  | 2019  | 2020 | 2021 | 2022 | 2023 | 2024 |
| ------------------------------------- | ----- | ----- | ----- | ----- | ---- | ---- | ---- | ---- | ---- |
| Classement mondial                    | 2562e | 2364e | 1455e | 2255e | 263e | 397e | 268e | 294e | 677e |
| UCI Europe Tour                       | 1721e | 1518e | 921e  | 1447e | 216e | 328e | 217e | nc   | nc   |
|                                       |       |       |       |       |      |      |      |      |      |
| Légende : nc = non classéSource : UCI |       |       |       |       |      |      |      |      |      |